# Кулак Полярной звезды: новая эра
«Кулак Полярной звезды: новая эра» (яп. 新・北斗の拳 Син Хокуто но Кэн, букв. «Новый кулак Полярной звезды») — трехсерийное OVA-аниме в мире Fist of the North Star, режиссированное Такэси Ватанабэ и спродюсированное OB Planning. Сюжет сериала является адаптацией романа 1996 года Jubaku no Machi (яп. -呪縛の街- Дзюбаку но Мати, «Проклятый город»), написанного Буронсоном и Тэцуо Харой. Сюжет располагается в районе конца оригинальной манги.
Русская версия аниме была выпущена компанией MC Entertainment. Также показана по телеканалу «2x2».

## Сюжет
В XXI веке атомная война превратила большую часть поверхности земли в пустыню. Мужчина по имени Санга построил защищенный рай «Последнюю землю», в которой он стал диктатором, управляющим водными ресурсами города. Узнав, что жители соседней свободной деревни стараются прорыть колодец по своему желанию, он отправил своих подчиненных саботировать их работу. Кэнсиро, мастер Хокуто Синкэн оказывается втянут в противостояние двух регионов после спасения Тоби, нанятого деревней Свободы информанта.

## Персонажи
Кэнсиро (яп. ケンシロウ Кэнсиро:)
Роль озвучивает Такэхито Коясу.
Тоби (яп. トビ)
Роль озвучивает Акимицу Такасэ.
Биста (яп. ビスタ Бисута), так же Доха (яп. ドーハ До:ха)
Роль озвучивает Роми Паку.
Сара (яп. サーラ Са:ра)
Роль озвучивает Юрика Хино.
Санга (яп. サンガ)
Роль озвучивает Унсё Исидзука.
Сэйдзи (яп. セイジ)
Роль озвучивает Гакт.
Токи (яп. トキ)
Роль озвучивает Хидэюки Танака.
Рю (яп. リュウ Рю:)

## Список серий
| # | Название                                                                            | Премьерный показ |
| - | ----------------------------------------------------------------------------------- | ---------------- |
| 1 | The Cursed City «Jubaku no Machi» (呪縛の街)                                        | 2003-07-04       |
| 2 | The Forbidden Fist «Kinjirareta Ken» (禁じられた拳)                                 | 2003-10-23       |
| 3 | When a Man Carries Sorrow «Otoko ga Kanashimi o Seou Toki» (男が悲しみを背負うとき) | 2004-05-28       |

## Отзывы
Майк Тул с Anime Jump отметил, что New Fist «ярким и немного дешёвым, но стоящим.» Крис Беверидж с сайта AnimeOnDVD.com был «очень доволен» первой серией, но чувствовал, что вторая могла бы быть лучше, а третья является вообще лишней и вся трилогия могла бы быть лучше при более динамическом сюжете.